# Carlos Mayor
Carlos Mayor (Buenos Aires, 1965. október 5. –) argentin válogatott labdarúgó.

## Klub
A labdarúgást az Argentinos Juniors csapatában kezdte. Később játszott még a Gimnasia y Esgrima La Plata, a Unión de Santa Fe, a Deportes Iquique, az Avispa Fukuoka, az All Boys és a Deportivo Español csapatában. 2000-ben vonult vissza.

## Nemzeti válogatott
A argentin válogatott tagjaként részt vett az 1988. évi nyári olimpiai játékokon.